# Агарвал, Каджал
Каджал Агарвал (хинди काजल अग्रवाल, англ. Kajal Aggarwal; род. 19 июня 1985, Бомбей) — индийская актриса, снимающаяся в фильмах на хинди, телугу и тамильском языке. Дебютировала в Болливуде с небольшой ролью в картине «Ну что, влюбился?». После съёмок в фильме «Великий воин», ставшим самой кассовой кинолентой на телугу, получила признание публики. Обладательница нескольких региональных наград в категории «Лучшая женская роль», четырежды номинировалась на Filmfare Awards South. Является одной из наиболее востребованных актрис Южной Индии.

## Семья и ранние годы
Родилась 19 июня 1985 года в Бомбее в семье предпринимателя Винная Агарвал и кондитера Суман Агарвал. У актрисы есть младшая сестра Ниша, которая также снимается в кино.
Каджал проходила обучение в старшей школе Святой Анны и колледже Джай Хинд в Мумбаи, затем окончила K. C. College со степенью в области масс-медиа. Ещё учась в колледже, девушка начала карьеру модели. Прежде чем решила строить карьеру в кино, она планировала получить степень магистра делового администрирования в области бренд-менеджмента.

## Карьера

### 2000-е годы
Каджал впервые снялась в кино когда училась в девятом классе. Её дебютом стал вышедший в 2004 году фильм «Ну что, влюбился?», где она сыграла второстепенную роль сестры главной героини. Затем она работала с тамильским режиссёром Бхаратираджей в детективном триллере Bommalattam. Картина, однако, была отложена и вышла в прокат только в середине 2008 года.
Актриса дебютировала в Толливуде в 2007 году, сыграв главную роль в паре с Кальяном Рамом в фильме Теджи Lakshmi Kalyanam, не имевшем кассового успеха. В этом же году она приняла участие в съёмках фильма «Полнолуние» режиссёра Кришны Вамси, который получил положительные отзывы и стал её первым хитом.
В начале 2008 года на экраны вышел её первый тамильский фильм Pazhani, снятый Перарасу, с Бхаратом в главной роли. За ним последовало ещё два: комедийный триллер Венката Прабху «Сароджа», где она появилась в качестве приглашённой звезды, и отложенный ранее Bommalattam. И хотя последний имел успех, как кассовый, так и у критиков, на карьере Каджал это не сказалось, так как её роли в обоих фильмах были незначительными. Оба её вышедших в этом же году фильма на телугу, «Гражданин» и «Игрок», где она снялась в паре с Сумантом и Нитином, соответственно, не получили положительных отзывов и не имели успеха в прокате.
В 2009 году Каджал снялась в четырёх фильмах. Первым зрители увидели тамильский Modhi Vilayadu с Винаем Рай в главной роли. Картина получила смешанные отзывы и стала коммерческим провалом. Неделю спустя в прокат вышел телужский «Великий воин» режиссёра С. С. Раджамоули, где Каджал сыграла в паре с Рам Чараном Теджа. По сути это была двойная роль, актриса появилась на экране в образах средневековой принцессы и современной девушки. За свою игру Каджал была номинирована на Filmfare Award South за лучшую женскую роль. Фильм имел огромный коммерческий успех, побил несколько рекордов по сборам и стал самым кассовым фильмом на телугу всех времён на тот момент (вплоть до выхода в 2013 году фильма «Путь к дому тёти»). Успех фильма превратил Каджал в одну из самых востребованных актрис Толливуда. Последовавшие затем «Ганеш» с Рамом и «Арья 2» с Аллу Арджуном заработали смешанные отзывы, хотя игра Каджал получила положительный отклик.

### 2010-е годы
Её первый релиз 2010 года, Om Shanti — одна из первых картин Толливуда с несколькими сюжетными линиями. Портал Idlebrain.com в своей рецензии описал фильм как разочарование, однако игра Каджал была названа приятной. Следующий фильм актрисы, романтическая комедия Карунокарана «Дорогая» в паре с Прабхасом, был встречен благосклонно и имел коммерческий успех. Фильм принёс актрисе вторую номинацию на Filmfare Awards South. Затем в прокат вышел основанный на реальных событиях тамильский триллер «Я не ангел» с Карти в главной роли, получивший исключительно положительные отзывы и имевший успех в кассе в Тамилнаду, а позднее в дублированной версии и в Андхра-Прадеш. Последним фильмом 2010 года для Каджал стала романтическая комедия «Процветающий сад», где она сыграла вместе с НТР младшим и Самантой. Картина получила признание критиков и имела успех в прокате, а также принесла Каджал её первую награду — CineMAA Awards за лучшую женскую роль.
В 2011 году актриса второй раз работала вместе с Прабхасом в ром-коме «Мистер Совершенство»  режиссёра Дасарадха. Фильм имел коммерческий успех, а исполнение роли Каджал и её взаимодействие (химия) с Прабхасом были оценены критиками. За свою роль актриса была в третий раз номинирована на Filmfare. Затем она появилась в паре с Рави Теджей в фильме «Вира», получившем негативные отзывы и провалившемся в прокате. В том же году Каджал вернулась в Болливуд, сыграв в паре с Аджаем Девганом в полицейском боевике «Сингам», ремейке одноимённого тамильского фильма 2010 года. Таран Адарш в своей рецензии отметил, что хотя она не имела достаточно экранного времени, чтобы показать свой талант, она показала качественную работу. Несмотря на это, актриса заработала две номинации за лучший дебют: Filmfare и Zee Cine Award. Её следующий фильм — телужский «Дрожь и трепет» с Нагой Чайтанья провалился в прокате.
«Бизнесмен» режиссёра Пури Джаганнадха, в котором Каджал сыграла в паре с Махешем Бабу, вышедший в 2012 году во время фестиваля Макара-санкранти, получил положительные отзывы и стал хитом. Хотя роль Каджал была небольшой, она заслужила похвалу критиков. Осенью же в прокат вышел тамильский фильм «Двое» К. В. Ананда, где партнёром актрисы по съёмочной площадке стал Сурья. Её исполнение роли было хорошо встречено, так в The Indian Express написали, что «Каджал выступает с предельной искренностью, как переводчик с иностранных языков Анджали. Именно эта особенность и её изящные манеры являются тем, что делает Каджал приятной глазу». Месяц спустя на экраны вышел боевик АР Муругадоса «Тайное оружие» с Виджаем в главной роли, где актриса сыграла спортивную студентку колледжа, запутавшуюся в отношениях с двумя в военными. Фильм получил положительные отзывы критиков и собрал хорошую кассу, став вторым  тамильским фильмом в истории, заработавшим более 100 крор. Последним релизом года для Каджал стала мелодрама «Искренность» с Рави Теджей. Хотя сама актриса заработала положительные отзывы, в целом фильм получил низкую оценку, а сборы были невелики.
В начале 2013 года Каджал появилась в боевике В. В. Винаяка «Герой Калькутты» вместе с Рамом Чараном и Амалой Пол. Спустя месяц актриса отметилась в Болливуде в фильме-ограблении «Средь бела дня» режиссёра Нираджа Пандея, а весной она второй раз снялась в паре с НТР младшим в боевике «Лицемер» Срину Вайтлы. The Times of India написала о ней: «Каджал, как обычно, радует глаз. Она получила хорошую роль и отдаёт должное своим исполнением. Также она выглядит потрясающе в музыкальных номерах». Все три фильма были хорошо встречены критиками и имели кассовый успех. Однако последний фильм года, тамильский All in All Azhagu Raja с Карти в главной роли, вышедший на Дивали, получил негативные отзывы.
Всего три фильма с Каджал вышло в 2014 году. Первым стал тамильская масала «Отступник» Р. Т. Нисона с Виджаем, где актриса сыграла офицера полиции. Почти следом за ним вышел телужский триллер «Кто он?», где она появилась в эпизодической роли возлюбленной главного героя, погибающей в начале фильма. Следующей стала семейная драма Кришны Вамси Govindudu Andarivadele с Рамом Чараном. Все три фильма хорошо показали себя в прокате, заработав в первую неделю более 30 крор и войдя в десятку лидеров проката.
2015 год начался с премьеры боевика Пури Джаганатха «Крутой нрав» с НТР младшим, который получил положительные отзывы и статус блокбастера. В июле в прокат вышла комедия Баладжи Мохана Maari на тамильском языке. Фильм получил негативные отзывы, и хотя Каджал играла существенную роль, критики отметили полное отсутствие чувств между ней и Дханушем. В тамильском боевике Сусинтирана «По прозвищу „Тигр“», напротив, её персонажу в сценарии не было уделено много внимания. Каджал появилась всего в нескольких сценах и музыкальных номерах, и критиков не впечатлила.
В 2016 году актриса появилась на экранах в качестве одной из двух героинь фильма на телугу Brahmotsavam режиссёра Шриканта Аддалы. Несмотря на участие популярных актёров Махеша Бабу и Саманты, картина провалилась в прокате. В том же году актриса снялась «Сардар Габбар Сингх», заявленном как сиквел фильма «Габбара Сингха» с Паваном Кальяном, и её исполнение роли получило положительную оценку. Вышедший следом фильм на хинди, Do Lafzon Ki Kahani, где её партнёром стал Рандип Худа, провалился в прокате.
В 2017 году с её участием вышел фильм на телугу Khaidi No. 150 с Чирандживи, ремейк успешного тамильского боевика «Кинжал», который также имел коммерческий успех. После него Каджал приступила к съёмкам в фильме Paris Paris, который станет тамилоязычным ремейком болливудской «Королевы».
Каджал является одной из немногих актрис, которая не смогла озвучить себя своим голосом за исключением фильмов, снятых на языке хинди. Однако она пробовала себя как закадровая певица. Сообщалось, что её дебютом должна была стать совместная песня с американским певцом Akon к фильму «Лицемер», но она опровергла эту новость, а её полноценный дебют в качестве певицы состоялся в 2016 году, когда она записала дуэт с Пунитом Раджкумаром для фильма «Лабиринт».

## Фильмография
| Год  |   | Русское название                      | Оригинальное название                    | Роль                           |
| ---- | - | ------------------------------------- | ---------------------------------------- | ------------------------------ |
| 2004 | ф | Ну что, влюбился?                     | Kyun! Ho Gaya Na... (хинди)              | сестра Дии                     |
| 2007 | ф |                                       | Lakshmi Kalyanam (тел.)                  | Лакшми                         |
| 2007 | ф | Полнолуние                            | Chandamama (тел.)                        | Махалакшми                     |
| 2008 | ф | Гражданин                             | Pourudu (тел.)                           | Самьюкта                       |
| 2008 | ф |                                       | Pazhani (там.)                           | Дипти                          |
| 2008 | ф | Игрок                                 | Aatadista (тел.)                         | Сунанда                        |
| 2008 | ф | Сароджа                               | Saroja (там.)                            | Пуджа (камео)                  |
| 2008 | ф |                                       | Bommalattam (там.)                       | Анита                          |
| 2009 | ф |                                       | Modhi Vilayadu (там.)                    | Ишвари Лакшмирам               |
| 2009 | ф | Великий воин                          | Magadheera (тел.)                        | Юварани Митравинда Деви / Инду |
| 2009 | ф | Ганеш                                 | Ganesh Just Ganesh (тел.)                | Дивья                          |
| 2009 | ф | Арья 2                                | Arya 2 (тел.)                            | Гита                           |
| 2010 | ф |                                       | Om Shanti (тел.)                         | Мегхна                         |
| 2010 | ф | Дорогая                               | Darling (тел.)                           | Нандини                        |
| 2010 | ф | Я не ангел                            | Naan Mahaan Alla (там.)                  | Прия Судхаршан                 |
| 2010 | ф | Процветающий сад / Суперигрок         | Brindaavanam (тел.)                      | Бхуми                          |
| 2011 | ф | Мистер Совершенство                   | Mr. Perfect (тел.)                       | Прия                           |
| 2011 | ф | Вира                                  | Veera (тел.)                             | Читти                          |
| 2011 | ф | Сингам / Лев                          | Singham (хинди)                          | Кавья Бхосле                   |
| 2011 | ф | Дрожь и трепет                        | Dhada (тел.)                             | Рия                            |
| 2012 | ф | Бизнесмен                             | Businessman (тел.)                       | Читра                          |
| 2012 | ф | Другой                                | Maattrraan (там.)                        | Анджали                        |
| 2012 | ф | Тайное оружие                         | Thuppakki (там.)                         | Ниша                           |
| 2012 | ф | Искренность                           | Sarocharu (тел.)                         | Сандия                         |
| 2013 | ф | Герой Калькутты                       | Naayak (тел.)                            | Мадху                          |
| 2013 | ф | 26 грабителей / Средь бела дня        | Special 26 (хинди)                       | Прия Чаухан                    |
| 2013 | ф | Лицемер                               | Baadshah (тел.)                          | Джанаки                        |
| 2013 | ф |                                       | All in All Azhagu Raja (там.)            | Читра Деви Прия                |
| 2014 | ф | Отступник                             | Jilla (там.)                             | Шанти                          |
| 2014 | ф | Кто он?                               | Yevadu (тел.)                            | Дипти                          |
| 2014 | ф | Благодетель / Бог Говинда среди людей | Govindudu Andarivadele (тел.)            | Сатья                          |
| 2015 | ф | Крутой нрав                           | Temper (тел.)                            | Шанви                          |
| 2015 | ф | Маари                                 | Maari (там.)                             | Шридеви                        |
| 2015 | ф | По прозвищу «Тигр»                    | Paayum Puli (там.)                       | Совмия                         |
| 2015 | ф | Нулевой размер                        | Size Zero (тел.) Inji Iduppazhagi (там.) | камео                          |
| 2016 | ф |                                       | Sardaar Gabbar Singh (тел.)              | Арши Деви                      |
| 2016 | ф | Фестиваль                             | Brahmotsavam (тел.)                      | Каси                           |
| 2016 | ф | История в двух словах                 | Do Lafzon Ki Kahani (хинди)              | Дженни                         |
| 2016 | ф | Доброе сердце                         | Janatha Garage (тел.)                    | Бангарам в песне «Pakka Local» |
| 2016 | ф |                                       | Kavalai Vendam (там.)                    | Дивья                          |
| 2017 | ф | Заключённый №150                      | Khaidi No. 150 (тел.)                    | Лакшми                         |
| 2017 | ф | Я — король, я — министр / Ради тебя   | Nene Raju Nene Mantri (тел.)             | Радха                          |
| 2017 | ф | Мудрость                              | Vivegam (там.)                           | Язхини                         |
| 2017 | ф | Исчезновение                          | Mersal (там.)                            | Ану Паллави                    |
| 2018 | ф |                                       | Awe (тел.)                               | Кали                           |
| 2018 | ф |                                       | MLA (тел.)                               | Инду                           |
| 2018 | ф |                                       | Kavacham (тел.)                          | Самьюкта                       |
| 2019 | ф |                                       | Sita (тел.)                              | Сита Махалакшми                |
| 2019 | ф |                                       | Ranarangam (тел.)                        | Гита                           |
| 2019 | ф |                                       | Comali (там.)                            | Ритика Мохан                   |
| 2021 | ф | Мумбайская сага                       | Mumbai Saga (хинди)                      | Сима Рао                       |
| 2021 | ф | Mosagallu                             | (тел.)                                   | Ану                            |
| 2021 | ф |                                       | Paris Paris (там.)                       | Парамешвари                    |